# Îlot Pollux
Îlot Pollux är en ö i Antarktis. Den ligger i havet utanför Östantarktis. Frankrike gör anspråk på området.